# زئيف
زئيف (بالعبرية: זאב‏) (واسمه الأصلي ياكوف فركاش Yaakov Farkash) (ولد في 1923 في بودابست في المجر – وتوفي في 15 أكتوبر 2002 في إسرائيل) هو رسام كاريكاتير ورسام توضيحي إسرائيلي.

## النشأة
ولد فركاش في بودابست في مملكة المجر حينها، في عام 1923. اهتم في سن مبكرة بالرسم والتلوين، ورسم رسوم  كاريكاتير في سن الثانية عشرة ونشرها في صحيفة ووزعها في الحي الذي يعيش فيه. لم ير نفسه رساما محترفا في المستقبل، بسبب أنه كان مصابا بعمى الألوان. ولم يكن مدرس الرسم في الرسم مقتنعا به، ووصفه بأنه  الرسام الأسوأ في الفصل. ورغم ذلك استمر فركاش في الرسم ورسم في السنة الأخيرة من المدرسة رسوما كاريكاتيرية لزملاء دراسته.
وحين أنهى المدرسة الثانوية، أراد دراسة الصحافة، لكنه كحال اليهود في المجر كان ممنوعا من الالتحاق بالجامعة، واتجه لمهنة النجارة. وفي المقابل أنقذته براعته في النجارة من الخدمة في الجيش السوفيتي في الحرب العالمية الثانية، وعين نجارا في أحد معسكرات الجيش.
ثم أرسل فركاش على معسكر اعتقال بوخنفيلد، ثم إلى معسكر اعتقال داخاو. وحاول بعد الحرب الهجرة إلى فلسطين بطريق غير شرعي، لكنه ألقي القبض عليه من القوات البريطانية في فلسطين، وأسل إلى السجن في قبرص. وخلال تلك الفترة استمر في رسم الكاريكاتير في مذكراته الخاصة. وأخيرا استطاع الهجرة إلى إسرائيل في عام 1947، وجُند في الكتيبة المسلحة السابعة، وشارك في معارك اللطرون خلال الحرب العربية الإسرائيلية في عام 1948.

## بداية المهنة في الصحافة الإسرائيلية
خلال السنوات الأولى في إسرائيل عمل فركاش كعامل بناء، في بناء المباني والطرق. وبجانب ذلك حاول رسم رسومه، واستطاع أن يبيع رسم الكاريكاتير الأول إلى صحيفة «عومير» الإسرائيلية. ثم اتجه إلى إفرايم كيشون المولود مثله في المجر، والذي كان يعمل وقتها في صحيفة «معاريف» اليومية الناطقة بالعبرية. ووُظٍّف فركاش كرسام كاريكاتير في صحيفة «معاريف» في عام 1952، حيث كان يرسم كاريكاتير يومي، وكان ذلك شيئا جديدا في الصحافة الإسرائيلية في ذلك الوقت.
وقرر محررو الصحيفة أن التجربة لم تكن ناجحة، وبعد شهور تحول فركاش للعمل كرسام توضيحي. وخلال تلك الفترة بدأ في توقيع رسومه بالاسم المستعار «زائيف»، وهو مشتق من اسم عائلته (فركاش في المجرية تعني الذئب، وزائيف في العبرية تعني الذئب). وكان هذا نتيجة نصيحة أسداها له إفرايم كيشون، الذي شجعه على اتخاذ اسم قصير ولطيف، وعلى أية حال كان ذلك الاختيارطبيعيا، فقد كان زملائه في المدرسة في المجر ينادونه «لوبوس» وهي المرادف اللاتيني للذئب. ولاحقا حين حاول الهجرة سجل نفسه باسم «جوناه وولف» حين اعتقل في قبرص.
وخلال فترة الخمسينات والستينات عمل فركاش كرسام كاريكاتير لمجلة «دافار داشافوعا» الإسرائيلية، حيث كان يرسم يوميا.

## من الستينات وحتى وفاته
في عام 1962 وُظِّف في صحيفة هاآرتس اليومية الإسرائيلية ليرسم كاريكاتير يومي. وبعد عام أُعطي قسما خاصا في عدد الجمعة من الصحيفة. وكان القسم يتكون من كاريكاتير كبير، يمتد على طول الصفحة، التي تتكون من رسوم أخرى مرتبطة بموضوع واحد. وكل تلك الرسوم مصحوبة ببورتريه ذاتي له ممسكا بفرشاة تنقط حبرا.
استمر فركاش في العمل في هآرتس لمدة أربعين عاما، حتى شهور قليلة قبل وفاته.
لاحقا كانت رسوم الكاريكاتير الخاصة به تنشر في صحف مثل النيويورك تايمز ولوموند ومجلة تايم ونيوزويك، ومجلة دير شبيغل الألمانية.
وبجانب الكاريكاتير عمل فركاش أيضا رساما توضيحيا، ورسم العديد من الكتب المنشورة في إسرائيل.
كان له تأثير كبير على رسامي الكاريكاتير في إسرائيل، ويعتبر بشكل واسع واحدا من أعظم رسامي الكارتون في إسرائيل. وعبر السنوات دعم فركاش الكثير من الفنانين الشباب الإسرائيليين، الذين حاولوا دخول هذا المجال، وخاصة الأطفال والمراهقين. وبين هؤلاء رسم الكارتون والكاريكاتير ميشيل كيشكا.

## وفاته
توفي في 15 أكتوبر 2002.

## جوائز
حصل على العديد من الجوائز منها:
- 1960 – جائزة نورداو
- 1971 – جائزة شويمر للصحافة
- 1973 – جائزة هيرتزل
- 1981 – جائزة سوكولوف الإسرائيلية في مجال الصحافة.
- 1993 – جائزة إسرائيل في مجال الاتصالات والصحافة.[6]